# Luciano Giovannetti
Luciano Giovannetti (Pistoia, 25 settembre 1945) è un tiratore a volo italiano.

## Carriera
Ha conquistato due titoli olimpici nella specialità piattello fossa. Il primo a Mosca con 198 piattelli su 200 davanti al sovietico Yambulatov e al tedesco Damme (entrambi con 196). Il secondo a Los Angeles dopo spareggio a tre a 192 (dopo un doppio errore dell'americano Carlisle nell'ultima serie) davanti al peruviano Boza e allo statunitense Carlisle. Nel 1988 a Seul si classificò diciottesimo nella gara vinta dal sovietico Monakov.
Nonostante sia stato l'unico tiratore ad aver vinto 2 ori olimpici consecutivi (Mosca 80 e Los Angeles 84) nella specialità fossa attualmente, dopo aver trascorso diversi anni come allenatore delle squadre nazionali e non essendo poi stato rinnovato dalla federazione italiana tiro al volo dopo essere stato colpito da una grave malattia, si ritrova svincolato a vivere con una pensione minima.

## Palmarès
Mondiali
 Oro (individuale)
 Oro (squadre)
 Oro (squadre)
 Oro (squadre)
 Argento (squadre)

## Riconoscimenti
- Nel maggio 2015, una targa a lui dedicata fu inserita nella Walk of Fame dello sport italiano a Roma, riservata agli ex-atleti italiani che si sono distinti in campo internazionale.[1][2]